# Symfonie nr. 17 (Bruk)
Fridrich Bruk voltooide zijn Symfonie nr. 17 (Ode aan het leven) in 2016. 
Deze symfonie nr. 17 begon echter als een pianoconcert. Professor Timothy Jackson van de Universiteit van Noord-Texas in Dallas (Texas) opperde een dergelijk werk, uit te voeren door diens echtgenote Heejung Kang, pianodocent aan die universiteit. Het zou er echter nooit van komen en dirigent Māris Kupċs opperde toen om het werk naar een ander genre te arrangeren, een Sinfonia concertante naar model van werken van Sergej Prokofjev, Sinfonia concertante voor cello en orkest, maar dan voor piano.
Het werd uiteindelijk een symfonie, de zeventiende in een reeks. Het concerto-idee is nog terug te vinden in de regelmatig te horen pianopartij en de klassieke driedelige opzet van concerti:
1. Attemps: Andantino
2. Sorrow: Largamente
3. Strength: Robusto. Con spirito.

De symfonie is programmatisch van opzet, terug te vinden in de subtitels (pogingen, droefheid en kracht). Ze voert daarbij terug op de Joodse komaf van de componist.
Een opname van Symfonie nr. 17 werd in 2018 uitgegeven door Toccata Records, of het werk een publieke uitvoering heeft gekregen is niet bekend (gegevens april 2024). 
Orkestratie:
- piano
- 2 dwarsfluiten, 2 hobo’s, 2 klarinetten, 2 fagotten
- 4 hoorns, 3 trompetten, 3 trombones, 1 tuba
- pauken, 3 man/vrouw percussie (waaronder glockenspiel),
- violen, altviolen, celli, contrabassen